# Cramerhaus
Das Cramerhaus ist eine Wanderhütte und Gaststätte in Vorderweidenthal im Pfälzerwald, die sich früher im Besitz des Pfälzerwald-Vereins befand.

## Lage
Das Cramerhaus befindet sich im Wasgau innerhalb des zu Vorderweidenthal gehörenden Wohnplatzes Lindelbrunn, der nordöstlich der Kerngemeinde liegt, unweit der Gemarkungsgrenze zu Gossersweiler-Stein. Unmittelbar westlich erstreckt sich der Schloßberg mit der Burg Lindelbrunn. Rund drei Kilometer östlich liegt der Wild- und Wanderpark Südliche Weinstraße.

## Geschichte
Die Hütte wurde ab 1931 errichtet und 1934 eingeweiht. Sie wurde jahrzehntelang vom Hauptverein des Pfälzerwald-Vereins betrieben; benannt wurde sie nach dem Forstwissenschaftler Heinrich Cramer. 2002 wurde sie an eine Privatperson verkauft, wird jedoch weiterhin als Wanderheim betrieben. Primär dient sie seither als Waldgaststätte.

## Anbindung
Am Cramerhaus vorbei führen die Kreisstraße 10, der mit einem blauen Balken markierte Fernwanderweg Staudernheim–Soultz-sous-Forêts sowie drei weitere Wanderwege, von denen einer mit einem gelb-roten Balken markiert ist und vom Wellbachtal bis nach Rülzheim verläuft, ein weiterer, der mit einem roten Punkt gekennzeichnet ist und von Hertlingshausen bis nach Wingen verläuft sowie ein Wanderweg, der mit einem blauen Kreuz markiert ist, der von Niederhausen nach Sankt Germanshof verläuft, vorbei. Zudem befindet sich im Einzugsgebiet des Cramerhauses ein Wandererparkplatz.

## Umgebung
Weitere nahe Wanderhütten sind das Wanderheim Dicke Eiche und die Wasgauhütte, die beide – wie einst das Cramerhaus – vom Pfälzerwald-Verein betrieben werden.